# トランスフォーマー (ルー・リードのアルバム)
『トランスフォーマー』（Transformer）は、ルー・リードの2枚目のオリジナルアルバム。1972年にRCAレコードから発売された。

## 概要
デヴィッド・ボウイと、当時ボウイのバンドにいたミック・ロンソンがプロデュースを担当した。音楽評論家のマーク・デミングは、本作におけるボウイとロンソンの仕事に関して「曖昧な作風だったリードのファースト・ソロ・アルバムよりも、リードにふさわしい（そして商業的にも抜け目がない）新しい音を生み出した」と評している。
本作は、リードの母国アメリカのBillboard 200において初のトップ50入りを果たし、最高29位に達した。また、1973年にはリードにとって初の全英アルバムチャート入りを果たし、最高13位に達した。本作からのシングル「ワイルド・サイドを歩け」は、リードのシングルとしては初めて米英のシングル・チャート入りを果たし、アメリカのBillboard Hot 100では16位、イギリスでは10位に達した。
2002年、本作の発売30周年記念に伴い、アコースティック・デモ2曲がボーナス・トラックとして追加収録された。
『ローリング・ストーン』誌が選出したオールタイム・グレイテスト・アルバム500（2020年版）では、109位にランク・インした。また、『Q』誌が2006年に読者投票で決定した「偉大なアルバム100」では、96位にランク・インした。
リードは後年、本作収録曲のセルフ・カヴァーや別ヴァージョンも発表している。アルバム『ザ・レイヴン』（2003年）には、アントニー・ヘガティがゲスト参加した「パーフェクト・デイ」が収録され、2004年には、「サテライト・オブ・ラヴ」のリミックス・ヴァージョンである「サテライト・オブ・ラヴ'04」がシングルとしてリリースされて、全英10位に達した。
表ジャケットの撮影者はミック・ロック。裏ジャケットの撮影者は、ロキシー・ミュージックのファースト・アルバムのジャケットなどを手がけたカール・シュテッカー（Karl Stoecker）。

## 収録曲
全曲とも作詞・作曲はルー・リードによる。
Side 1
1. ヴィシャス - Vicious - 2:58
2. アンディの胸 - Andy's Chest - 3:21
3. パーフェクト・デイ - Perfect Day - 3:47
4. ハンギン・ラウンド - Hangin' Round - 3:35
5. ワイルド・サイドを歩け - Walk on the Wild Side - 4:16

Side 2
1. メイキャップ - Make Up - 3:00
2. サテライト・オブ・ラヴ - Satellite of Love - 3:42
3. ワゴンの車輪 - Wagon Wheel - 3:20
4. ニューヨーク・テレフォン・カンヴァセイション - New York Telephone Conversation - 1:34
5. アイム・ソー・フリー - I'm So Free - 3:10
6. グッドナイト・レイディズ - Goodnight Ladies - 4:31

### 2002年リマスター盤ボーナス・トラック
1. ハンギン・ラウンド（アコースティック・デモ） - Hangin' Round (Acoustic Demo) - 3:58
2. パーフェクト・デイ（アコースティック・デモ） - Perfect Day (Acoustic Demo) - 4:50

## カバー・バージョン
- パーフェクト・デイ
  - カースティ・マッコール（英語版） - 『ガローア 〜ザ・ベスト・オブ・カースティ・マッコール』（1995年）
  - デュラン・デュラン - 『サンキュー』（1995年）
  - レニングラード・カウボーイズ - 『Zombies Paradise』（2006年）
  - スーザン・ボイル - 『ザ・ギフト 〜夢の贈りもの』（2010年）
- ワイルド・サイドを歩け
  - ヴァネッサ・パラディ - 『ヴァリアシオン』（1990年）
  - エディ・ブリケル - 『フラッシュバック』サウンドトラック（1990年）
  - リック・ブラウン - 『Yours Truly』（2005年）
  - ポール・ヤング - 『Rock Swings (On The Wild Side Of Swing)』（2006年）
  - ヤング@ハート - 『ヤング@ハート - オリジナル・サウンドトラック』（2007年）
- サテライト・オブ・ラヴ
  - U2 - シングル「ワン」（1992年）のカップリング曲として発表。
  - ポルノ・フォー・パイロス（英語版） - ドイツ盤シングル「Tahitian Moon」（1996年）のカップリング曲として発表[7]。
  - ユーリズミックス - 『スイート・ドリームス』（1983年）が『スイート・ドリームス - スペシャル・エディション』として2005年に再発された際に、ボーナストラックとして追加収録された。
  - 中川敬 - ソウル・フラワー・ユニオンの中川敬のサード・アルバム『にじむ残響、バザールの夢』（2015年）に日本語カヴァーが収録されている。

## 参加ミュージシャン
- ルー・リード - ボーカル、ギター
- ミック・ロンソン - ギター、バッキング・ボーカル、ピアノ、ストリングス・アレンジ
- クラウス・フォアマン - ベース・ギター
- ハービー・フラワーズ - ベース・ギター、ダブル・ベース、チューバ
- バリー・デスーザ - ドラムス
- ジョン・ハルシー - ドラムス
- リッチー・ダーマ - ドラムス
- ロニー・ロス - バリトン・サックス
- デヴィッド・ボウイ - バッキング・ボーカル、ギター
- ザ・サンダー・サイズ - バッキング・ボーカル